# Giovan Battista Campidori
Giovanni Battista Campidori (Faenza, 5 aprile 1726 – Faenza, 14 maggio 1781) è stato un architetto italiano.

## Biografia
Giovanni Battista è figlio di Raffaele Campidori, si formò a Faenza lavorando in un primo tempo insieme al padre; passato successivamente al lavoro autonomo, diede prova di notevoli qualità e di una certa apertura culturale.
Oltre all’ attività professionale, che lo impegnò per progetti di ordine pubblico e privato, eseguì numerosi lavori di edilizia civile e religiosa sia di costruzione che di restaurazione distinguendosi come esponente nel panorama della attività edilizia della seconda metà del 700.

## Giudizio critico
Le opere del Campidori sono segnalate per la ricerca di un linearismo più strutturato in linea con il classicismo che stava risorgendo, al di là dell'evidente pratica tardobarocca: riprende il tema della colonna libera dell'architettura religiosa di Faenza, virtuosismi rococò oltre alle preziose decorazioni a stucco che caratterizzano gli ambienti ricchi; l'organizzazione dello spazio, la cura nelle proporzioni e la funzione delle pareti come limite spaziale, rilevano una progressiva ricerca razionalistica di pulizia formale e di rigore, sottolineato anche dal geometrismo e dall'essenzialità delle facciate.

## Opere
- Opere eseguite in collaborazione

Palazzo Zanelli Pasi, 1745, Faenza con G.B. Boschi

Palazzo Naldi di Sant'Orsola, 1745, Faenza con R. Campidori

Chiesa di Santa Maria, 1745, Marzeno con R. Campidori

Chiesa della SS. Annunziata, 1746-1750, Faenza con P. Tomba il vecchio
- Opere eseguite autonomamente

Ospedale e chiesa di S. Giovanni di Dio, 1752, Faenza

Rifacimento della Pieve di Sarna, 1754-64, Faenza

Ricostruzione della chiesa di S. Salvatore, 1771, Albereto di Faenza 
- Edifici civili e lavori pubblici

Progetto dei portici e loggiato sud della piazza Maggiore, 1759-61, Faenza
 
Rifacimento di Palazzo Severoli, 1780, Faenza